# Vagaria parviflora
Vagaria parviflora är en amaryllisväxtart som först beskrevs av René Louiche Desfontaines och Alire Raffeneau Delile, och fick sitt nu gällande namn av Herb.. Vagaria parviflora ingår i släktet Vagaria och familjen amaryllisväxter. Inga underarter finns listade i Catalogue of Life.